# 陈伦 (1953年)
陈伦（1953年12月—），男，汉族，福建福州人，中华人民共和国政治人物。福州师范高等专科学校（现闽江学院）中文专业毕业，厦门大学法律系国际经济法专业在职研究生学历。

## 生平
1975年9月参加工作，1982年8月加入中国共产党。历任中共福州市郊区区委书记，副市长，市委常委、市纪委书记、市委副书记；中共福建省纪委副书记、福建省监察厅厅长等职。
2011年2月，任中共吉林省委常委、省纪委书记。2015年1月17日，不再担任中共吉林省委常委、吉林省纪委书记。
2015年2月1日，当选福建省人大常委会副主任。2017年1月，辞去福建省人大常委会副主任职务。